# Anisodes immonstrata
Anisodes immonstrata là một loài bướm đêm trong họ Geometridae.